# Heart (sencillo de 12012)
«Heart» —en español: «Corazón»— es un sencillo de la banda japonesa 12012. Fue lanzado el 10 de mayo de 2006, en tres versiones distintas, todas incluyen la canción "Heart" y una pista extra como bonus, en la edición tipo A se incluye la canción "deep forest", en la edición tipo B la canción "shooting star" y en la edición tipo C la canción "ocean".
Alcanzó el número 86 en la lista Oricon Singles Weekly Chart.

## Lista de canciones
| Edición Tipo A (CD) |               |          |  |
| N.º                 | Título        | Duración |  |
| 1.                  | «Heart»       |          |  |
| 2.                  | «deep forest» |          |  |

| Edición Tipo B (CD) |                 |          |  |
| N.º                 | Título          | Duración |  |
| 1.                  | «Heart»         |          |  |
| 2.                  | «shooting star» |          |  |

| Edición Tipo C (CD) |         |          |  |
| N.º                 | Título  | Duración |  |
| 1.                  | «Heart» |          |  |
| 2.                  | «ocean» |          |  |